# Concours Türkvizyon de la chanson
Le Concours Türkvizyon de la chanson (en turc : Türkvizyon Şarkı Yarışması) est un événement annuel créé par la société télévisuelle TRT et inspiré par le concept du Concours Eurovision de la chanson.
Les pays et régions de langues turques et d'ethnie turque sont éligibles pour participer à l'événement.

## Historique
- La première édition de ce concours a lieu à Eskişehir en Turquie. Les demi-finales se déroulent les 17 et 19 décembre 2013 et la grande finale le 21 décembre.
- La deuxième édition a lieu à Kazan au Tatarstan. Les demi-finales les 17 et 19 novembre 2014 et la grande finale le 21 novembre.
- La troisième édition a lieu à Istanbul en Turquie le 19 décembre 2015.
- Annulée en 2016, la quatrième édition devait avoir lieu les 29 et 31 août 2017 à Astana au Kazakhstan, mais a été de nouveau annulée. Il n'y a pas eu de concours depuis 2015 jusqu'en 2020.
- L'édition 2020 s'est déroulée à nouveau à Istanbul, en distanciel, en conséquence des mesures liées au Covid-19.
- L'édition 2021 était prévue à Choucha, ville reconquise par l'Azerbaïdjan aux séparatistes arméniens durant la deuxième guerre du Haut-Karabagh[1]. Elle n'a finalement pas eu lieu.

## Format
Türkvizyon est un concours de la chanson mis en place par la société télévisuelle turque Türkiye Radyo Televizyon Kurumu (TRT). Basé sur un format similaire au Concours Eurovision de la chanson, Türkvizyon est ciblé sur la participation de pays et régions turques.
L'ensemble des participants concourent dans l'une des deux demi-finales. Les téléspectateurs votent pour leurs favoris grâce aux SMS pour permettre la qualification des six meilleurs de chaque demi-finale. Les douze sélectionnés participent ensuite à la grande finale où un vainqueur sera désigné par les votes SMS de tous les pays et régions participants.
Contrairement au Concours Eurovision de la chanson où le pays vainqueur reçoit l'évènement l'année suivante, le Concours Türkvizyon a lieu dans la Capitale turque de la Culture de l'année.
Pour 2020, il est indiqué que le gagnant remporte 40 000 livres, le deuxième 24 000 livres et le troisième 16 000 livres.

## Pays participants
Les pays et régions de langues turques et d'ethnie turque sont éligibles pour participer au concours.

Participations depuis 2013:
Pays ou régions ayant déjà participé au concours (au moins une fois)
Pays ou régions ayant participé au moins une fois mais uniquement avec un autre pays
Pays ou régions n'ayant pas encore participé au concours

### Concours 2013

#### Pays ou régions représentés au concours en 2013
- République de l'Altaï (Russie)
- Azerbaïdjan
- Bachkirie (Russie)
- Biélorussie
- Bosnie-Herzégovine
- Chypre du Nord
- Crimée
- Gagaouzie
- Géorgie
- Kabardino-Balkarie (Russie)
- Karatchaïévo-Tcherkessie (Russie)
- Kazakhstan
- Oblast de Kemerovo-Kouzbass (Russie)
- Khakassie (Russie)
- Kirghizistan
- Kosovo
- Macédoine du Nord
- Ouzbékistan
- Roumanie
- Sakha (Russie)
- Tatarstan (Russie)
- Touva (Russie)
- Turkmnènes de Kirkuk (Irak)
- Turquie
- Ukraine

#### Pays ou régions qui ont initialement annoncé vouloir participer à l'édition 2013, mais qui se sont ensuite retirés de la compétition
- Russie
- Tchouvachie
- Turkménistan
- Xinjiang

#### Liste complémentaire
La liste suivante reprend les pays ou/et régions éligibles à la participation au Concours Türkvizyon de la chanson, mais qui n'y ont pas fait leur début en 2013 :
- Abkhazie
- Bulgarie
- Bouriatie
- Ingouchie
- Karakalpakistan
- Khakassie
- Mongolie
- Mongolie-Intérieure
- Nakhitchevan
- Pakistan
- Russie
- Tadjikistan
- Tchétchénie
- Tchouvachie
- Turkménistan
- Xunhua

### Tableau récapitulatif par année
| Année | Débuts |
| ----- | --- |
| 2013  | République de l'Altaï (Russie), Azerbaïdjan, Bachkirie (Russie), Biélorussie, Bosnie-Herzégovine, Chypre du Nord, Crimée, Gagaouzie, Géorgie, Kabardino-Balkarie (Russie), Karatchaïévo-Tcherkessie (Russie), Kazakhstan, Oblast de Kemerovo-Kouzbass (Russie), Khakassie (Russie), Kirghizistan, Kosovo, Macédoine du Nord, Ouzbékistan, Roumanie, Sakha (Russie), Tatarstan (Russie), Touva (Russie), Turkmnènes de Kirkuk (Irak), Turquie, Ukraine |
| 2014  | Albanie, Allemagne, Bulgarie, Iran, Russie, Turkménistan |
| 2015  | Serbie, Syrie |
| 2020  | Moldavie, Pologne |

## Vainqueurs

Carte représentant les pays vainqueurs du concours Türkvizyon depuis sa création en 2013.

| Année | Vainqueur    | Langue   | Artiste           | Chanson                 | Points | Marge | Date             | Lieu                                       | Participants |
| ----- | ------------ | -------- | ----------------- | ----------------------- | ------ | ----- | ---------------- | ------------------------------------------ | ------------ |
| 2013  | Azerbaïdjan  | Azéri    | Farid Hasanov     | Yaşa                    | 210    | 5     | 21 décembre 2013 | Eskişehir                                  | 24           |
| 2014  | Kazakhstan   | Kazakh   | Janar Dugalova    | Izin korem (Ізін көрем) | 225    | 24    | 21 novembre 2014 | Kazan                                      | 25           |
| 2015  | Kirghizistan | Kirghize | Jiidesh İdirisova | Kim bilet               | 194    | 9     | 19 décembre 2015 | Istanbul                                   | 22           |
| 2020  | Ukraine      | Gagaouze | Natalie Papazoglu | Tikenli Yol             | 226    | 22    | 20 décembre 2020 | Istanbul (en ligne à cause du coronavirus) | 26           |

### Vainqueurs par pays ou régions
| Vainqueurs | Pays ou région | Année |
| ---------- | -------------- | ----- |
| 1          | Azerbaïdjan    | 2013  |
| 1          | Kazakhstan     | 2014  |
| 1          | Kirghizistan   | 2015  |
| 1          | Ukraine        | 2020  |

### Vainqueurs par langues
| Vainqueurs | Langues        | Année | Pays ou région |
| ---------- | -------------- | ----- | -------------- |
| 1          | Azerbaïdjanais | 2013  | Azerbaïdjan    |
| 1          | Kazakh         | 2014  | Kazakhstan     |
| 1          | Kirghize       | 2015  | Kirghizistan   |
| 1          | Gagaouze       | 2020  | Ukraine        |